# Попко Григорій Анфімович
Григорій Анфімович Попко (12 квітня 1852, станиця Тимашівка, Кубанська область Російська імперія (нині Тимашевськ Краснодарського краю) — 20 березня 1885, Карійська каторга) — революціонер-народник, терорист, член організації «Земля і воля».

## Біографія
Народився у станиці Тимашівка в сім'ї священика. Навчався у духовній семінарії, потім у Петровсько-Розумовській академії в Москві та в Новоросійському університеті на юридичному факультеті. В університеті, як то зазвичай було, вступив до революційного гуртка.

### Революційна діяльність.«Башенці»
У 1874 році увійшов до групи радикально налаштованої молоді «Башенці». В 1875 разом із Ф. Н. Юрковським брав участь у вбивстві робітника Василя Тавлєєва, якого вони вважали інформатором Департаменту поліції. 1876 року їздив до Парижа як делегат одеського революційного гуртка «Башенців». Повернувшись до Росії, займався пропагандою серед селян.
Пізніше увійшов до гуртка «Південних бунтарів», що діяв в Україні с центром у Києві, товаришував із Валер'яном Осинським.

### «Земля і Воля». ВбивствожандармаГейкінґа
У 1878 році Попко вступив до революційної організації «Земля і Воля». У ніч проти 25 травня у Києві Попко здійснив напад на жандармського ротмістра Г. Е. фон Гейкінґа, вдаривши його кинджалом. Втікаючи від погоні, Попко відстрілювався з револьвера, вбив селянина і поранив городового. 29 травня ротмістр Гейкінґ помер від ран у київській лікарні.

Знаменитий терорист, згодом монархіст, Лев Тихомиров характеризує барона і його вбивства так:
«Вбивство Гейкінга було великою гидотою. Цей Гейкінґ ніякого зла революціонерам не робив. Він ставився до своєї служби цілком формально, без жодної особливої старанності, а політичним заарештованим робив усілякі пільги. Його „політичні“ взагалі любили, і Гейкінг вважав себе безумовно у безпеці. Але саме тому, що він не стерігся, його й вирішили вбити… Але нічого немає легше, як убити Гейкінга, який усім відомий в обличчя і ходить вулицями не остерігаючись».
Інші згадки тих подій:
Драма розігралася в середу 24 травня (тут і далі за старим стилем) 1878 близько 23.30. Вбивця, 26-річний студент Новоросійського університету (м. Одеса) Григорій Попко, відомий серед членів місцевого виконкому російської партії соціал-революціонерів під підпільною прізвисько «Голопупенка», чекав барона Гейкінга, що прогулювався перед сном по свіжому повітрі вулицею Хрещатик і Бульвару Тараса Шевченка). Користуючись нічними сутінками, впритул прилаштувався ззаду. І все ж таки професійним поглядом штабс-ротмістр його помітив і навіть упізнав, але про заходи особистої безпеки чомусь не подбав. Мабуть, і думки не допускав про можливість замаху на своє життя — за весь, нехай і недовгий термін служби служби в Окремому корпусі жандармів не допустив жодного морально ущербного по відношенню до викритих політичних злочинців вчинку. Навпаки, як ми вже знаємо, завжди прагнув усіма доступними засобами полегшити їхню скорботну долю арештантів. Загалом, продовжував безтурботно розмовляти на абстрактні теми з чиновником Вощиніним, який його супроводжував. …
Повернувши з Хрещатинської вулиці на Бульварну і пройшовши кілька кроків тротуаром, біля паркану будинку купця Некрасова, В.<Ощинін> зауважив, що Гейкінг, який в цей час говорив дуже жваво, раптом похитнувся назад, а потім судомно розкрив рота і замовк. На запитання В.<Ощиніна>, що з Гейкінгом, останній сказав не відразу: «Мене вбили — тримайте вбивцю».
Повернувшись обличчям до бульвару, В. тільки тоді помітив кроки в сорока від себе вбивцю, який під час розмови В. з Гейкінгом встиг тихо підкрастися ззаду і завдати Гейкінгу кинджалом рану біля попереку".
На крик про допомогу негайно відгукнулися кілька випадкових перехожих — 15-річний солдатський син Федір Процкін, дворянин Жеребцов та чиновник Карпов. Всі вони спробували наздогнати вбивцю, але успіх (щоправда, лише на якусь мить) посміхнувся лише підлітку. Біля будинку купця Хрякова, що стоїть тут же, на Бульварній вулиці, він завдяки своїй юнацькій жвавості наздогнав Попка-«Голопупенка» і навіть схопив його за ліву руку. Але тут пролунав револьверний постріл. Стріляв терорист. В притул. Цілячиь юному переслідувачу в груди. Про те, що перед ним зовсім ще хлопчисько, під час короткої сутички не помітити не міг. Адже стояли, зчепившись, віч-на-віч. Проте зважився на чергове безглузде вбивство. Від вірної загибелі 15-річного Федора врятувало чистої води диво — терорист, хай і найнеймовірнішим і найбезглуздішим чином, але… схибив. Приголомшений підліток, нервово смикаючи інстинктивно вирваний ним з лівої руки вбивці носову хустку, довго ще потім стояв нерухомо на місці сутички, не в змозі до кінця осмислити і факт несподіваного віроломного замаху на своє життя, і свій чудовий порятунок від, здавалося б, такої неминучої. смерті.
…Звук пострілів і крики про допомогу змусили поспішити до місця пригоди чергової постової від Старокиївської поліцейської дільниці міського Чижа та ще кількох перехожих, що запізнилися. Один з них, який приїхав до Києва на заробітки селянин Філіп Віленський (він же — Брянцов), спритно вийшов терористу, що тікає навперейми. До бою справа, на жаль, не дійшла. Попко навіть не дозволив переслідувачу наблизитись до себе. За кілька кроків до Віленського-Брянцова, що перегородив йому дорогу, зупинився, ретельно прицілився і холоднокровно спустив револьверний курок. Віленського вбило наповал. Потім пролунало ще два постріли. Це Попко не менш холоднокровно, практично впритул розрядив револьвер в його містечка. Останньому, щоправда, пощастило. Перша куля навиліт пробила праву руку, друга — ліву ногу. Важко і зі стоном поліцейського, що впав на закривавлений тротуар поліцейського, терорист добивати не став. На це не лишалося часу. Петляя зайцем, що було сил рвонув у бік погано освітленої Олексіївської вулиці (нині вулиця Терещенківська), де, злившись із нічним мороком, остаточно і безслідно відірвався від погоні.
Барон Г. Гейкінг, який спливав кров'ю, був доставлений до лікарні, де в страшних муках і помер о 21.00 29 травня. Більшість цього часу він був у свідомості…
Однак, незалежно від того якою мірою насправді були об'єктивні передсмертні свідчення Г. Гейкінга, жандарми вийшли на його вбивцю через свою агентурну мережу, впроваджену в київський виконком російської соціал-революційної партії. Трохи згодом оперативним шляхом вдалося виявити і конспіративну явку, де відразу після замаху на Г. Гейкінга сховався терорист, — квартиру 21-річного сина священика, також студента Новоросійського університету Сергія Диковського. На жаль, удача тоді не супроводжувала жандармів і всебічних професійних сприянь і допомоги поліцейським детективам, які їм надають. Злочинець, який розшукувався ними, буквально напередодні встиг потай покинути Київ. Але від правосуддя він все ж таки не втече — затримати його і знешкодити стало тоді справою честі для всіх без винятку колег барона Гейкінга. Попко-«Голопупенка» Григорія Анфимовича заарештують ними в одній з пивних Одеси в серпні 1878 року. Після кількох місяців слідства вже в 1879 році Одеський військово-окружний суд засудить його до безстрокової каторги на Карі, де той безславно і помре ще зовсім молодим — у 1885 році у віці 33 років від народження.
Його близького друга і товариша по боротьбі проти самодержавства Диковського Сергія Дорофійовича як революціонера-підпільника остаточно викриють і заарештують лише 1880 року і тоді ж за вироком Київського суду відправили на каторгу. Згодом, згідно з Буквою маніфесту 1892 року, буде помилуваний і визначений до тривалого посилання на поселення до Якутії, а потім (1898 року) — до Іркутської губернії.
Але повернемося, проте, до подій кінця травня-початку червня 1878 року. Вранці 29 травня, в останній день трагічно, що тимчасово обірвалося життя Гейкінга, Київ при масовому збігу народу (що у підпільників, можна не сумніватися, викликало почуття величезної люті та відвертого нерозуміння) прощався з селянином Філіпом Віленським-Брянцовим. Від офіційної влади на церемонії похорону були присутні майже всі вищі посадовці Південно-Західного генерал-губернаторства та Київської губернії.
…Увечері 24 травня на Хрещатику барона під час його прогулянки перед сном чатував Григорій Попко, помічник Осинського.
Він встромив кинджал в жандарма і зміг втекти від поліції, що кинулася в погоню. Густав фон Гейкінг помер у міській лікарні….

### Арешт, каторга та загибель
У серпні того ж року був заарештований в Одесі. 5 серпня 1879 року засуджений на «процесі 28-ми» (справа Лизогуба, Чубарова та інших) та засуджений до довічної каторги.
8 лютого 1880 разом з кількома іншими ув'язненими втік з Іркутської в'язниці, але 13 березня був заарештований.
Помер 20 березня 1885 року від туберкульозу.